# Wapen van Marrum-Westernijkerk

Wapen van Marrum

Het wapen van Marrum-Westernijkerk is het dorpswapen van de Nederlandse dorp Marrum en Westernijkerk, in de Friese gemeente Noardeast-Fryslân. Het wapen werd in 2001 geregistreerd.

## Beschrijving
De blazoenering van het wapen in het Fries luidt als volgt:
yn goud in kat en in roek, beide swart en takeard, de earste sittend en de twadde steand op in griene kantiele skyldfoet, de sturt fan de kat nei ûnderen oer it griene hinne slein; in blau skyldhaad, belein mei trije sulveren seispuntige stjerren.
De Nederlandse vertaling luidt als volgt: 
in goud een kat en een roek, beide zwart en toegekeerd, de eerste zittend en de tweede staand op een groene gekanteelde schildvoet, de staart van de kat naar onderen over het groene heen geslagen; een blauw schildhoofd, belegd met drie zilveren zespuntige sterren.
De heraldische kleuren zijn: goud (goud), sabel (zwart), sinopel (groen), azuur (blauw) en zilver (zilver).

## Symboliek
- Kat: bijnaam voor een inwoner van Marrum.[2]
- Roek: bijnaam voor een inwoners van Westernijkerk.[2]
- Schildvoet: de kleur groen duidt op het agrarische karakter van het dorp. De kantelen verwijzen naar de staten die in de dorpen gestaan hebben.[2]
- Schildhoofd: beeldt de Waddenkust uit. De zespuntige sterren komen voor in de wapens van de families Jeppema en Grovestins. Tevens worden deze sterren teruggevonden in het wapen van Ferwerderadeel.[2]
- Kleurstelling: ontleend aan de wapens van de adellijke families: Ponga, Wynia, Walta en Van Idsinga. Deze families bewoonden staten in het dorp.[2] Het gouden veld met de zwarte dieren is overgenomen uit de wapens met een halve Friese adelaar.[3]

Het wapen van Sirtema van Grovestins.
Het wapen van Ferwerderadeel.
De Friese halve adelaar.

## Zie ook

Vlag van Marrum-Westernijkerk